# Lelaps pulchella
Lelaps pulchella är en stekelart som först beskrevs av Embrik Strand 1911.  Lelaps pulchella ingår i släktet Lelaps och familjen puppglanssteklar. Inga underarter finns listade i Catalogue of Life.